# Альберт Явурян
Явурян Альберт Гарнікович — радянський, вірменський кінооператор. Заслужений діяч мистецтв Вірменської РСР (1977).

## Біографія
Народився 26 серпня 1935 р. Закінчив Всесоюзний державний інститут кінематографії (1962). Дебютував стрічкою «Місто — одна вулиця» (1964), знятою на Ялтинській кіностудії.
З 1965 р. працює на кіностудії «Вірменфільм».
Зняв фільм С. Параджанова «Ашик-керіб» («Грузія-фільм», Премія «Ніка», 1989) та документальну стрічку про нього «Бобо» (1991).

## Фільмографія
- «Десь є син» (1962, 2-й оператор)
- «Механіка щастя» (1962)
- «Останній подвиг Камо» (1973, у співавт.)
- «Народження» (1976)
- «Живіть довго» (1979)
- «Прощання за межею» (1981)
- «Пожежа» (1984) та ін.